# Pilea notata
Pilea notata là loài thực vật có hoa trong họ Tầm ma. Loài này được C.H. Wright miêu tả khoa học đầu tiên năm 1899.